# Me and Mr. Johnson
| 전문가 평가                           | 전문가 평가 |
| 평가 점수                             | 평가 점수   |
| 출처                                  | 점수        |
| ------------------------------------- | ----------- |
| The Penguin Guide to Blues Recordings | [ 1 ]       |
| AllMusic                              | [ 2 ]       |
| Blender                               | [ 3 ]       |

《Me and Mr. Johnson》은 에릭 클랩튼이 녹음한 열다섯 번째 스튜디오 음반으로, 로버트 존슨이 작곡하고 원래 녹음한 곡의 커버로 구성됐다. 2004년 3월 23일, 리프리즈 레코드에 의해 발매된 이 음반 커버는 피터 블레이크가 그린 것으로 클랩튼의 일련의 사진을 사용하여 만들어졌다. 클랩튼은 새로운 자료의 음반을 녹음할 계획이었지만, 녹음 세션이 끝날 무렵에는 새로운 노래가 충분히 쓰여지지 않았기 때문에, 그 밴드는 대신에 일련의 존슨 노래를 녹음했다.
《Me and Mr. Johnson》은 전 세계적으로 200만 장 이상의 음반을 판매하며 15개국 이상에서 톱 10에 진입했다. 2004년 12월 7일, 《Sessions for Robert J》이라는 제목의 동반 음반과 비디오 발매가 발표되었고, 스튜디오 음반의 각 곡의 다른 버전들을 선보였다.

## 배경
2004년 초, 클랩튼은 새로운 음반을 녹음하기 위해 오랜 협력자 사이먼 클리미와 함께 작업을 시작하였다. 클랩튼은 사랑, 평화, 행복에 관한 여러 곡을 작곡하였지만, 스튜디오에서 실제로 녹음할 시점이 되었을 때는 음반을 완성하기에 충분한 곡이 준비되어 있지 않았다. 이에 클랩튼은 밴드에게 델타 블루스의 거장 로버트 존슨이 작곡한 곡들을 연주해보자고 제안하였다. 단 2주 만에 클랩튼과 그의 스튜디오 밴드인 앤디 페어웨더 로우, 빌리 프레스턴, 스티브 갯, 도일 브램홀 2세, 네이선 이스트는 존슨의 곡들로 구성된 전체 음반을 녹음하였다. 클랩튼은 이 녹음 결과에 매우 만족하였고, 워너 브라더스 레코드와 리프리즈 레코드의 매니저인 톰 왈리 또한 긍정적인 반응을 보였다. 클랩튼은 결국 자신의 원곡 작업을 마무리하였고, 해당 곡들은 2005년에 발매된 음반 《Back Home》에 수록되었다.
2004년 2월, 클랩튼은 새 스튜디오 음반에 대해 인터뷰를 받았다.
"내 인생 전체가 한 사람의 작품에 의해 이끌리고 영향을 받아왔다는 것은 놀라운 일이다"라고 클랩튼은 말했다. "그리고 그것이 언제나 내 음악적 기반의 핵심이었음을 인정하면서도, 나는 그것을 집착이라고 여기지 않습니다. 대신, 길을 잃을 때마다 방향을 잡기 위해 참고하는 이정표라고 생각하고 싶습니다. 나는 물론 로버트 존슨의 음악에 대해 이야기하고 있습니다. 그의 음악을 듣기 전까지, 내가 들어왔던 모든 음악은 마치 어딘가 진열장을 위한 옷을 입은 것처럼 느껴졌습니다. 그런데 그를 처음 들었을 때, 그는 마치 자기 자신만을 위해 노래하는 것 같았고, 어쩌면 가끔은 신을 위해서도 그랬던 것 같았습니다. 처음에는 그 강렬함이 나를 두렵게 했고, 한 번에 조금씩밖에 들을 수 없었습니다. 그러다 점점 용기를 내서 조금 더 듣게 되었지만, 결코 그것에서 완전히 벗어날 수는 없었습니다. 결국 그것은 나를 다른 모든 음악에서 멀어지게 만들었습니다. 이제 수많은 시간이 흐른 지금, 그의 음악은 내게 가장 오래된 친구처럼 느껴집니다. 언제나 내 머릿속 어딘가에, 그리고 저 멀리 지평선 너머에 있습니다. 내가 들어본 음악 중 가장 훌륭한 것이며, 나는 언제나 그 순수함을 신뢰해왔고, 앞으로도 계속 그럴 것입니다."

## 곡 목록
모든 곡은 로버트 존슨이 작사/작곡하였다.
| #   | 제목                                       | 재생 시간 |
| --- | ------------------------------------------ | --------- |
| 1.  | 〈When You Got a Good Friend〉             | 3:20      |
| 2.  | 〈Little Queen of Spades〉                 | 4:57      |
| 3.  | 〈They're Red Hot〉                        | 3:25      |
| 4.  | 〈Me and the Devil Blues〉                 | 2:56      |
| 5.  | 〈Traveling Riverside Blues〉              | 4:31      |
| 6.  | 〈Last Fair Deal Gone Down〉               | 2:35      |
| 7.  | 〈Stop Breakin' Down Blues〉               | 2:30      |
| 8.  | 〈Milkcow's Calf Blues〉                   | 3:18      |
| 9.  | 〈Kind Hearted Woman Blues〉               | 4:06      |
| 10. | 〈Come on in My Kitchen〉                  | 3:35      |
| 11. | 〈If I Had Possession Over Judgement Day〉 | 3:27      |
| 12. | 〈Love in Vain〉                           | 4:02      |
| 13. | 〈32-20 Blues〉                            | 2:58      |
| 14. | 〈Hell Hound on My Trail〉                 | 3:51      |

## 인증
| 국가                                                  | 인증     | 판매량/출하량 |
| ----------------------------------------------------- | -------- | ------------- |
| 벨기에 (BEA)                                          | 골드     | 0*            |
| 캐나다 (뮤직 캐나다)                                  | 골드     | 60,000        |
| 덴마크 (IFPI Danmark)                                 | 플래티넘 | 40,000^       |
| 프랑스 (SNEP)                                         | 골드     | 170,000       |
| 그리스 (IFPI 그리스)                                  | 플래티넘 | 20,000^       |
| 헝가리 (MAHASZ)                                       | 플래티넘 | 30,000^       |
| 이탈리아 (FIMI)                                       | 플래티넘 | 100,000*      |
| 일본 (RIAJ)                                           | 골드     | 150,000       |
| 뉴질랜드 (RMNZ)                                       | 플래티넘 | 15,000^       |
| 노르웨이 (IFPI 노르웨이)                              | 골드     | 20,000*       |
| 스페인 (PROMUSICAE)                                   | 골드     | 50,000^       |
| 스웨덴 (GLF)                                          | 골드     | 30,000^       |
| 영국 (BPI)                                            | 골드     | 100,000^      |
| 미국 (RIAA)                                           | 골드     | 500,000^      |
| 요약                                                  |          |               |
| 유럽 (IFPI)                                           | 플래티넘 | 1,000,000*    |
| *판매량을 기반으로 한 인증 ^출하량을 기반으로 한 인증 |          |               |